# Peter Bolzano (Mediziner)

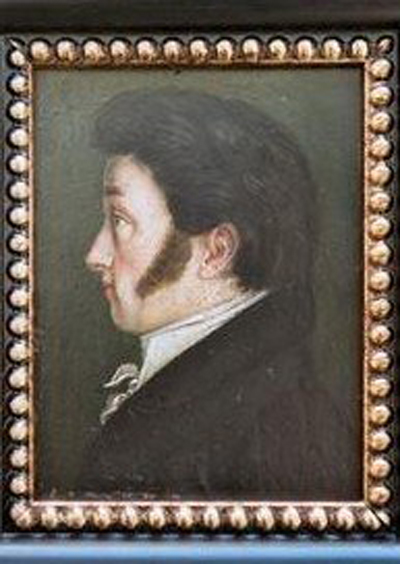
Peter Eduard Bolzano

Peter Eduard Bolzano, auch Petrus Eduardus Bolzano (* 1793 in Prag; † 12. April 1818 ebenda) war ein österreichisch-böhmischer Mediziner.

## Leben
Peter war eines von zwölf Kindern des Kunsthändlers Bernard Bolzano (1737–1816), der schon als Kind aus seiner Heimatgemeinde Nesso (Provinz Como, Italien) nach Prag gekommen war, und der Cäcilie Maurer (1753–1821), Tochter eines deutschen Eisenhändlers in Prag. Er war der zwölf Jahre jüngere Bruder des Theologen und Philosophen Bernard Bolzano (1781–1848), der den Jüngeren in dessen Erziehung stark beeinflusste.
Bolzano studierte Medizin an der Karls-Universität Prag. Er promovierte dort 1818 mit seiner Dissertation De momentis diagnosticis, quibus phthisis pitvitosa ab ulcerosa distingui potest (Prag 1818). Er zeichnete sich durch beste Leistung aus, weshalb ihm angeblich unmittelbar danach die Professur der medizinischen Klinik und speziellen Therapie für Wundärzte an der Universität übertragen worden sein soll. Dies mag allerdings bezweifelt werden.
Er starb bereits in seinem 25. Lebensjahr an Typhus, nachdem er sich bei der Behandlung von Patienten angesteckt hatte.

## Veröffentlichung
- De momentis diagnosticis, quibus phthisis pitvitosa ab ulcerosa distingui potest, Dissertation, Verlag Theopil Haase, Prag 1818, und Verlag Kummer, Leipzig 1819